# Tantilla cascadae
Tantilla cascadae (мічоаканська багатоніжкова змія) — вид змій родини полозових (Colubridae). Ендемік Мексики.

## Поширення і екологія
Мічоаканські багатоніжкові змії відомі за типовим зразком, зібраним на горі Сьєрра-де-лос-Тараскос в штаті Мічоакан, на висоті 1430 м над рівнем моря. Вони живуть в сосново-дубових лісах та в сухих тропічних лісах.